# Canela (Chili)
Pour les articles homonymes, voir Canela (homonymie).
Canela est une  commune du Chili de la province de Choapa, elle-même située dans la région de Coquimbo. En 2016, sa population s'élevait à 9 914 habitants. La superficie de la commune est de 2 197 km2 (densité de 2 hab./km2).
La commune se trouve dans le nord du Chili au bord de l'Océan Pacifique. La commune est bordée au nord par trois communes de la province de Limari : Punitaqui,
Ovallen et Combarbalá qui se trouve également sur sa frontière est. Sur sa limite sud se trouvent les communes de Los Vilos et Illapel. La commune est traversée par le Río Choapa qui se jette dans l'Océan sur le territoire de la commune. Le climat est semi-aride.

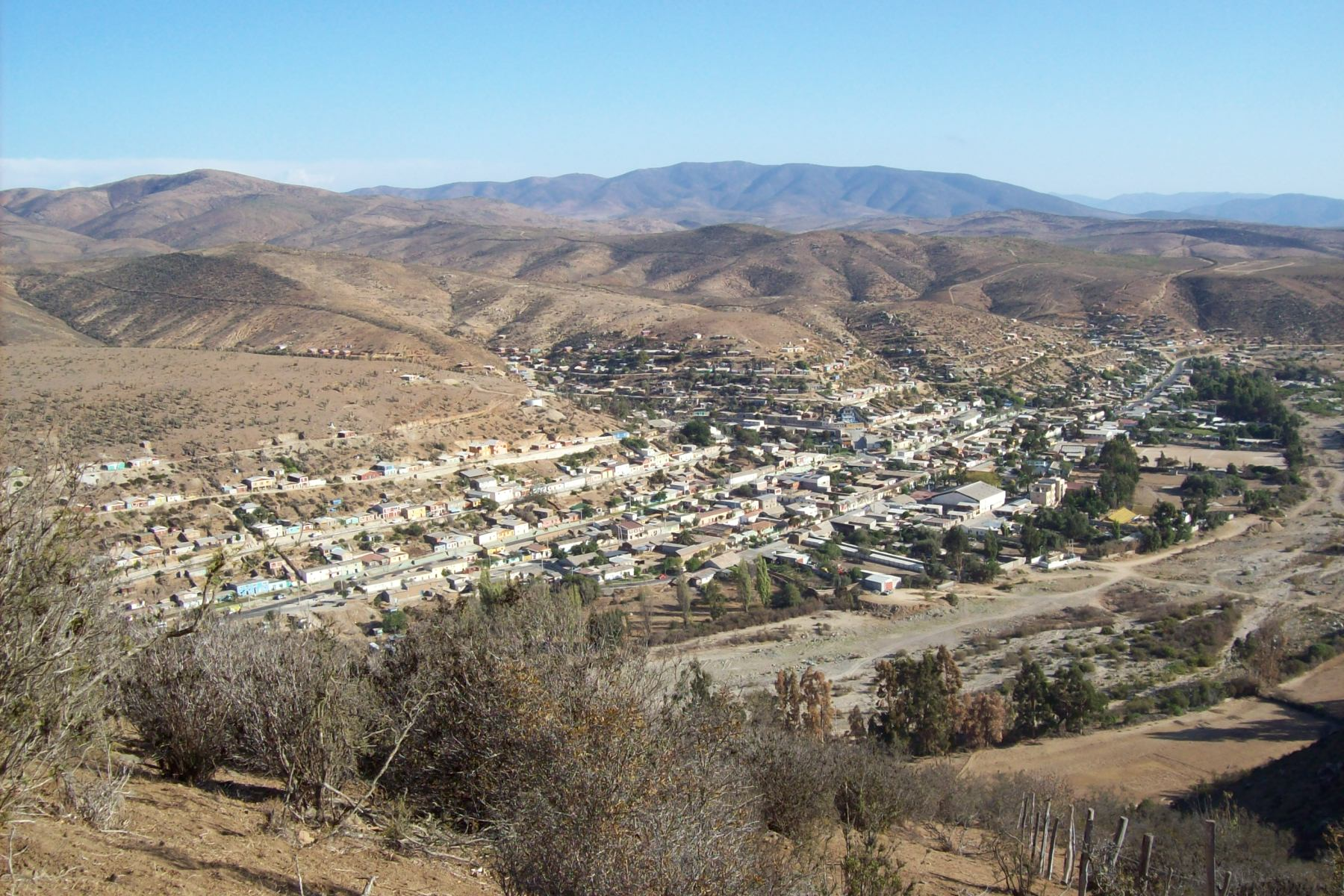
Agglomération de Canela Baja
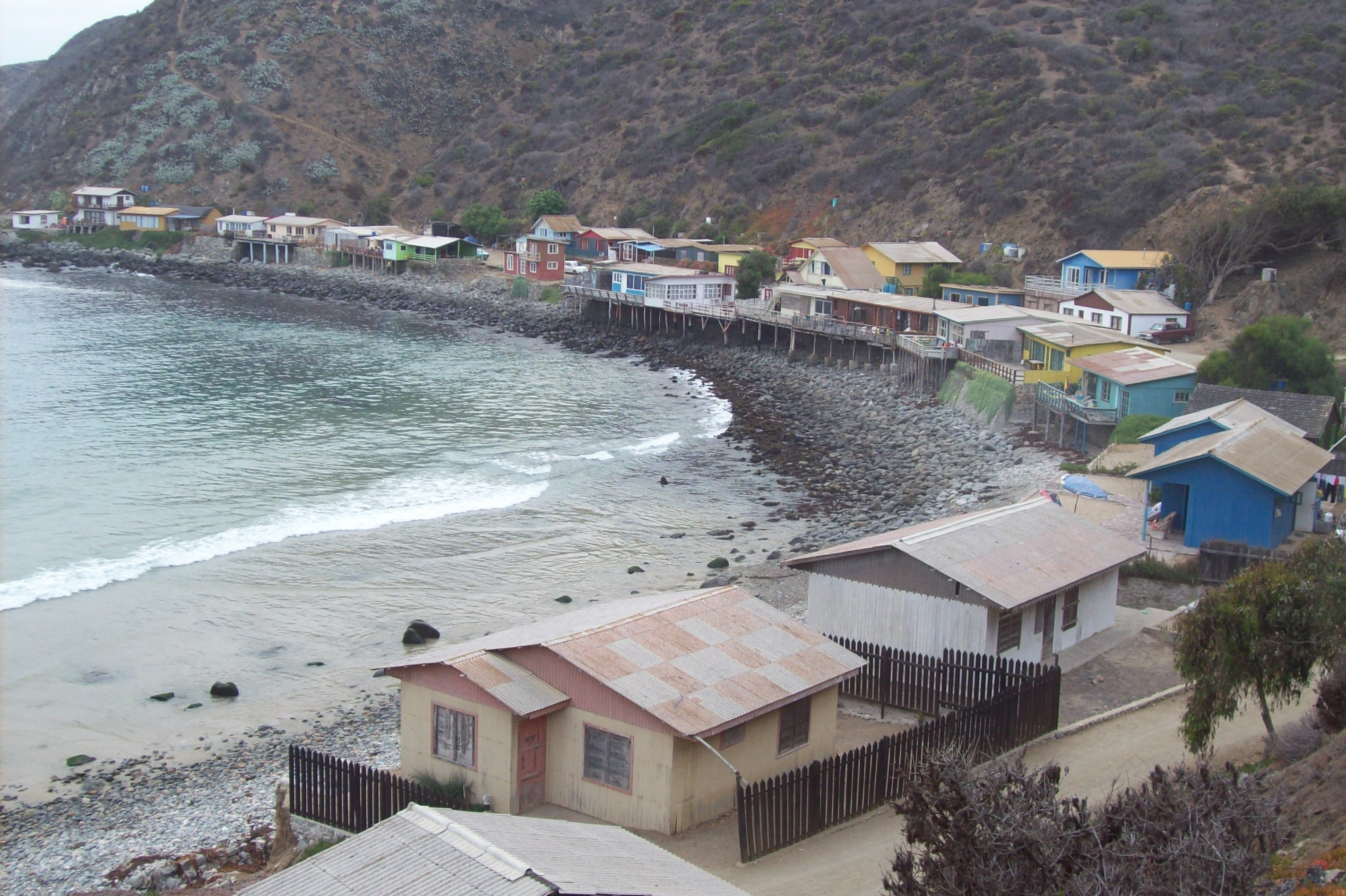
Puerto Oscuro
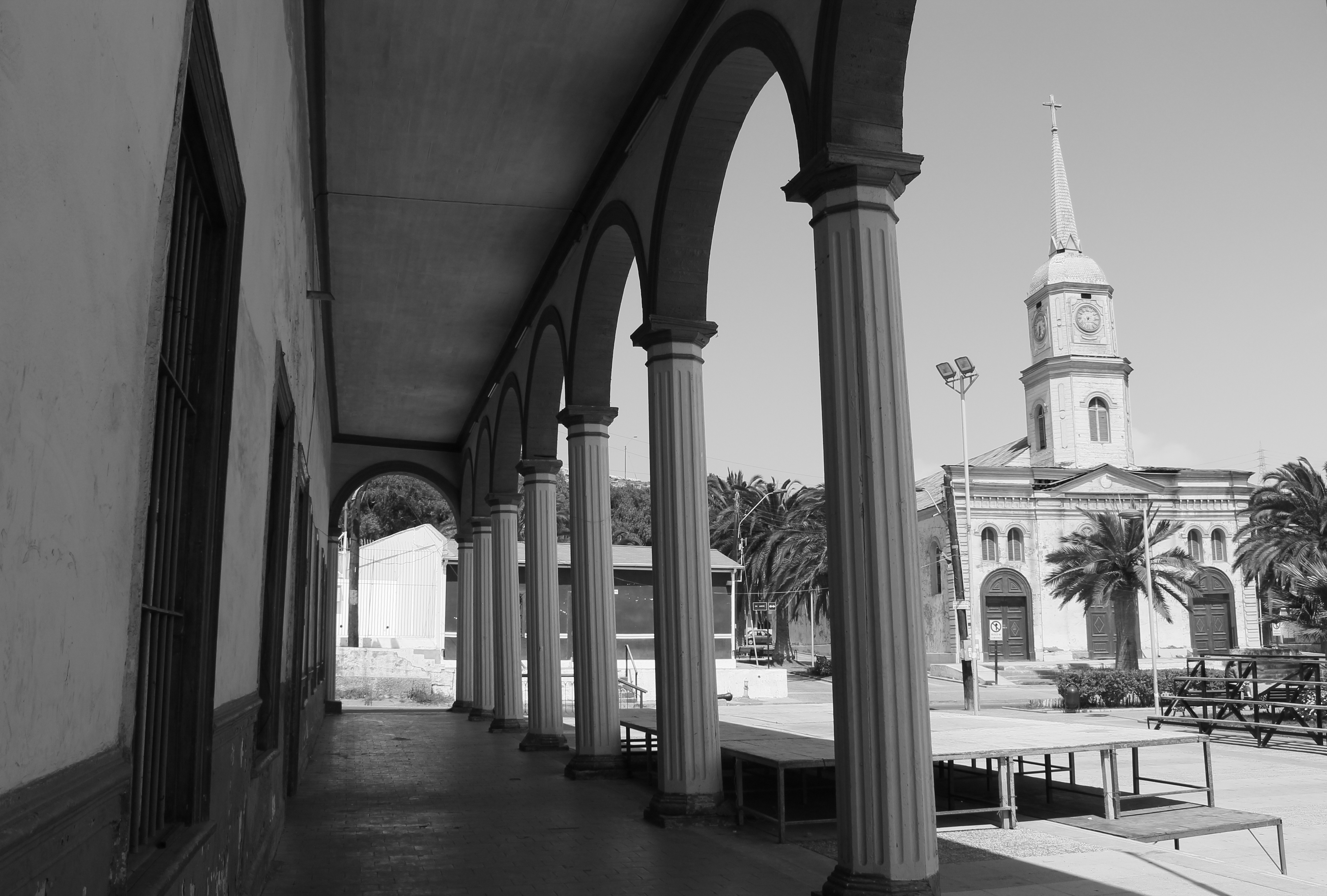
Parc éolien